# Purpura thrombocytopénique
 Mise en garde médicale
Un purpura thrombocytopénique est un purpura associé à une réduction des plaquettes sanguines circulantes pouvant résulter de diverses causes, comme le sarcome de Kaposi.

## Types
Par tradition, le terme purpura thrombopénique idiopathique est utilisé lorsque la cause est idiopathique. 
Une autre forme est le purpura thrombocytopénique thrombotique.